# Казаричи
Каза́ричи (в старину — Козаричи) — село в Гордеевском районе Брянской области, в составе Творишинского сельского поселения. Расположено в 11 км к востоку от Гордеевки, на правом берегу Ипути. Население — 149 человек (2010

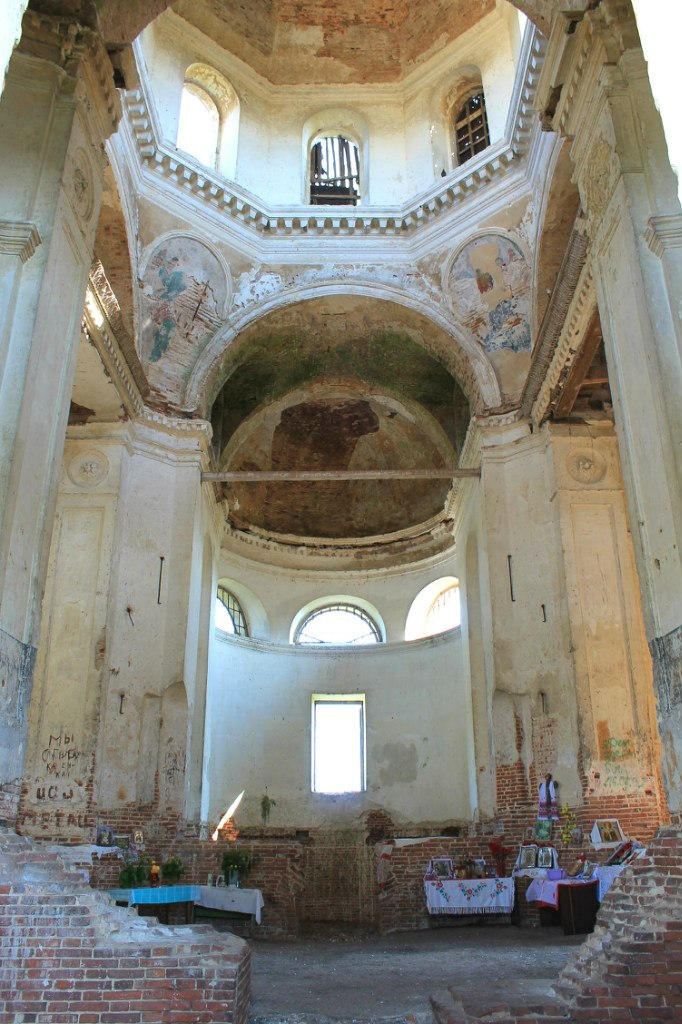
Никольская церковь (Брянская область, Клинцы, село Казаричи)

## История
Упоминается с первой половины XVII века; бывшее владение стародубского магистрата, с 1751 — Максимовичей. В XIX веке — владение Шираев, построивших здесь в 1815 взамен прежнего деревянного каменный храм Святителя Николая (сохранился; ныне не действует, требует ремонта). К середине XIX века близ села (хутор Белица) действовал свеклосахарный завод; в 1880-х гг. была открыта церковно-приходская школа.
До 1781 года входило в Новоместскую сотню Стародубского полка; с 1782 по 1921 в Суражском уезде (с 1861 — в составе Гордеевской волости); в 1921—1929 в Клинцовском уезде (та же волость). С 1929 года в Гордеевском районе, а при его временном расформировании (1963—1985) — в Клинцовском районе.
До 1980-х гг. — центр Казаричского сельсовета; позднее (до 2005) в составе того же сельсовета (его центр был перенесён в деревню Чёрный Ручей).

## Население
159 человек (2013).